# Blésignac
Blésignac là một xã trong tỉnh Gironde, thuộc vùng hành chính Aquitanien của nước Pháp, có dân số là 249 người (thời điểm 1999).